# نظریه جنبشی

دمای یک تک اتم ایده آل، میانگین انرژی جنبشی اتم‌های آن است. اندازه اتم‌های هلیوم به فاصله آنها بستگی دارد که با مقیاس زیر ۱۹۵۰ اتمسفر نشان داده می‌شود. میانگین سرعت این اتم‌ها (در این دما)، نسبت به دمای اتاق دو تریلیون بار کمتر است.

نظریه جنبشی‌مولکولی گازها یا به اختصار نظریه جنبشی (به انگلیسی: Kinetic theory) از مهم‌ترین نظریه‌های ترمودینامیک است که به تغییر موقعیت ذرات در اثر تغییر پارامترهایی مثل حجم و فشار می‌پردازد. نظریه جنبشی را شیمیدان‌ها و فیزیک‌دان‌ها به مرور گسترش داده‌اند و در آن درباره همهٔ حالت‌های ماده، یعنی گاز، مایع، جامد و پلاسما، بحث می‌شود.

## تاریخچه
در حدود 50 سال قبل از میلاد ، فیلسوف رومی لوکرتیوس پیشنهاد کرد که اجسام ماکروسکوپی ظاهراً ساکن در مقیاس کوچکی از اتم‌هایی که به سرعت در حال حرکت هستند تشکیل شده‌اند که همگی از برخورد با یکدیگر جهش می‌گیرند.  این دیدگاه اتمیستی اپیکوری به ندرت در قرون بعدی که اندیشه های ارسطویی غالب بودند مورد توجه قرار گرفت.

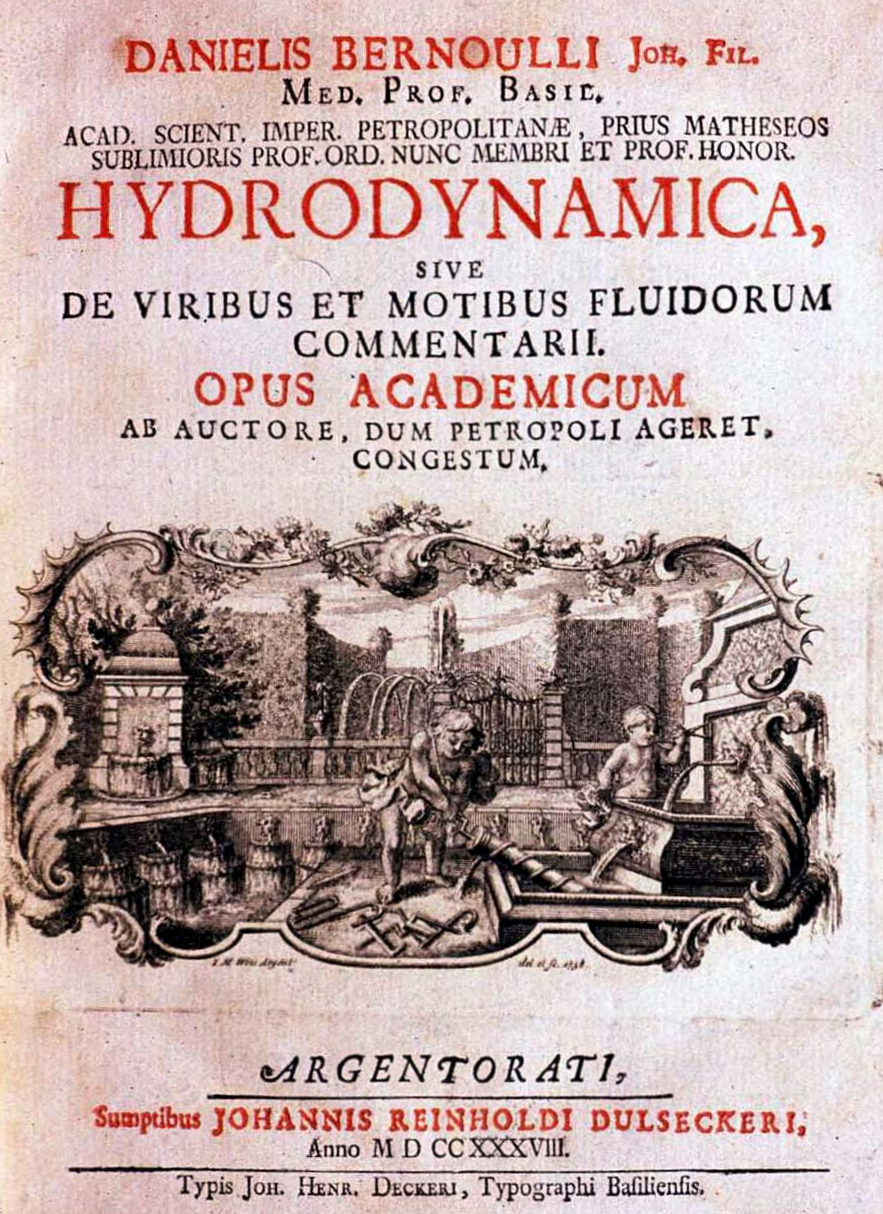
جلد جلویی هیدرودینامیکا

در سال 1738 دانیل برنولی Hydrodynamica را منتشر کرد که اساس نظریه جنبشی گازها بود. در این کار، برنولی این استدلال را مطرح کرد که گازها شامل تعداد زیادی مولکول هستند که در همه جهات حرکت می کنند، تاثیر آنها بر یک سطح باعث فشار گاز می شود و میانگین انرژی جنبشی آنها دمای گاز را تعیین می کند. این نظریه بلافاصله پذیرفته نشد، تا حدی به این دلیل که بقای انرژی هنوز ثابت نشده بود، و برای فیزیکدانان واضح نبود که چگونه برخورد بین مولکول ها می تواند کاملاً کشسان(الاستیک) باشد.: 36–37 
دیگر پیشگامان نظریه جنبشی، که کار آنها نیز تا حد زیادی توسط معاصرانشان نادیده گرفته شد، میخائیل لومونوسوف (1747)،  ژرژ لوئیس لو سیج (حدود 1780، انتشار 1818) Georges-Louis Le Sage (ca. 1780, published 1818), John Herapath (1816) and John James Waterston (1843), ، جان هراپات (1816) و جان جیمز واترستون(1843)، که تحقیقات خود را با توسعه توضیحات مکانیکی گرانش مرتبط کردند. در سال 1856 آگوست کرونیگ یک مدل گاز جنبشی ساده ایجاد کرد که فقط حرکت انتقالی ذرات را در نظر می گرفت.
در سال 1857 رودولف کلازیوس نسخه مشابه، اما پیچیده‌تر از این نظریه را توسعه داد که شامل حرکات مولکولی چرخشی و ارتعاشی بود و برخلاف نظریه کرونیگ بود. در همین اثر او مفهوم مسیر آزاد متوسط یک ذره را معرفی کرد.  در سال 1859، پس از خواندن مقاله ای در مورد انتشار مولکول ها توسط کلازیوس، فیزیکدان اسکاتلندی، جیمز کلرک ماکسول، توزیع سرعت های مولکولی ماکسول را فرموله کرد که نسبت مولکول هایی را که دارای سرعت معینی در یک محدوده خاص هستند، ارائه کرد.  این اولین قانون آماری در فیزیک بود.  ماکسول همچنین اولین استدلال مکانیکی را ارائه کرد که برخوردهای مولکولی مستلزم یکسان سازی دماها و در نتیجه تمایل به سمت تعادل است.  ماکسول در مقاله‌ی سیزده صفحه‌ای خود در سال 1873 با عنوان «مولکول‌ها» می‌گوید: «به ما گفته می‌شود که «اتم» یک نقطه مادی است که توسط «نیروهای بالقوه» احاطه شده و زمانی که «مولکول‌های در حال پرواز» به یک جسم جامد برخورد می‌کنند. باعث ایجاد چیزی می شود که به آن فشار هوا و سایر گازها می گویند." " در سال 1871، لودویگ بولتزمن دستاورد ماکسول را تعمیم داد و توزیع ماکسول-بولتزمن را فرموله کرد. ارتباط لگاریتمی بین آنتروپی و احتمال نیز اولین بار توسط بولتزمن بیان شد.
با این حال، در آغاز قرن بیستم، اتم‌ها توسط بسیاری از فیزیکدانان به‌جای اجرام واقعی، ساختارهای کاملاً فرضی در نظر گرفته می‌شدند. یک نقطه عطف مهم مقالات آلبرت انیشتین(1905)  and Marian Smoluchowski's (1906) و ماریان اسمولوچوفسکی(1906)در مورد حرکت براونی بود که موفق به انجام پیش‌بینی‌های کمی دقیق بر اساس نظریه جنبشی شدند.

## حرکت مولکولی
حرکت مولکولی در سینماتیک مولکولی مطرح می‌شود. وقتی دما یا فشار سیستم تغییر کند حرکت مولکول‌ها نیز تغییر می‌کند. این تغییر، حرکت‌های چرخشی و ارتعاشی در جامدات، و حرکت انتقالی چرخشی و ارتعاشی در مایعات و گازها را شامل می‌شود. تغییر موقعیت مولکول‌ها، بر سه نوع است:
1-حرکت انتقالی (از جایی به جای دیگر رفتن): در مایعات و گازها روی می‌دهد و در آن انرژی مولکول‌ها کمترین است. این دو از راه جریان همرفتی، انرژی را انتقال می‌دهند.
2-حرکت ارتعاشی: در هر سه حالت ماده روی دهد و باعث انبساط و انتقال گرما از راه رسانش می‌شود. مواد می‌توانند گرمایی را که از این راه جذب می کنند باز بتابانند (تابش). این تابش، همان اشعه فروسرخ است.
3-حرکت چرخشی: این حرکت در گازها و مایعات روی می‌دهد. جالب است که این حرکت در آب تا دمای 42 درجه سانتی‌گراد روی نمی‌دهد چرا که مولکول های آب تا این دما حرکت چرخشی ندارند. با رسیدن به این دما، مولکول ها با سرعت بسیار زیاد به دور خود می چرخند که باعث گسستگی پیوندهای میان‌مولکولی می‌شود. از آنجا که 60 درصد بدن انسان از آب تشکیل شده، دمای بیش از 42 درجه باعث مرگ می‌شود. به‌طور کلی، جان‌داران خود را از بازۀ دمایی 42 تا 45 درجه دور نگه می‌دارند.

## فرضیات
کاربرد نظریه جنبشی برای گازهای ایده آل مفروضات زیر را بیان می کند:
- گاز از ذرات بسیار ریز تشکیل شده است. این کوچکی اندازه آنها به حدی است که مجموع حجم تک تک مولکول های گاز در مقایسه با حجم ظرف گاز ناچیز است. این معادل بیان این است که میانگین فاصله جداکننده ذرات گاز در مقایسه با اندازه آنها زیاد است و زمان سپری شده از برخورد بین ذرات و دیواره ظرف در مقایسه با زمان بین برخوردهای متوالی ناچیز است.
- تعداد ذرات آنقدر زیاد است که مشکل عملیات آماری آن را توجیه می شود. این فرض گاهی اوقات به عنوان حد ترمودینامیکی نامیده می شود.
- ذرات به سرعت در حال حرکت دائماً با یکدیگر و با دیواره های ظرف برخورد می کنند. همه این برخوردها کاملاً الاستیک هستند، به این معنی که مولکول‌ها کاملا کره‌ای شکل و سخت هستند.
- جز در هنگام برخورد، برهمکنش بین مولکول ها ناچیز است. آنها هیچ نیروی دیگری بر روی یکدیگر اعمال نمی کنند.

بنابراین، دینامیک حرکت ذرات را می توان به صورت کلاسیک بررسی کرد، و معادلات حرکت برگشت پذیر هستند.
به عنوان یک فرض ساده، معمولاً فرض می شود که ذرات دارای جرم یکسانی با یکدیگر هستند. با این حال، این تئوری را می توان به توزیع جرم تعمیم داد، با هر نوع جرمی که به طور مستقل از یکدیگر و در توافق با قانون فشارهای جزئی دالتون هستند و به شکل گیری خواص گازها کمک می‌کنند. بسیاری از پیش‌بینی‌های مدل، چه برخورد بین ذرات را شامل شود یا نه، یکسان است، بنابراین اغلب به‌عنوان یک فرض ساده‌کننده در مشتق‌ها نادیده گرفته می‌شوند (به زیر مراجعه کنید).
تحولات مدرن تر این مفروضات را کاهش می دهد و بر اساس معادله بولتزمن است. اینها می توانند به طور دقیق خواص گازهای متراکم را توصیف کنند، زیرا شامل حجم ذرات و همچنین مشارکت نیروهای بین مولکولی و درون مولکولی و همچنین چرخش های مولکولی کوانتیزه شده، اثرات تقارن چرخشی-ارتعاشی کوانتومی، و تحریک الکترونیکی می شوند.